# ヘネラリフェ

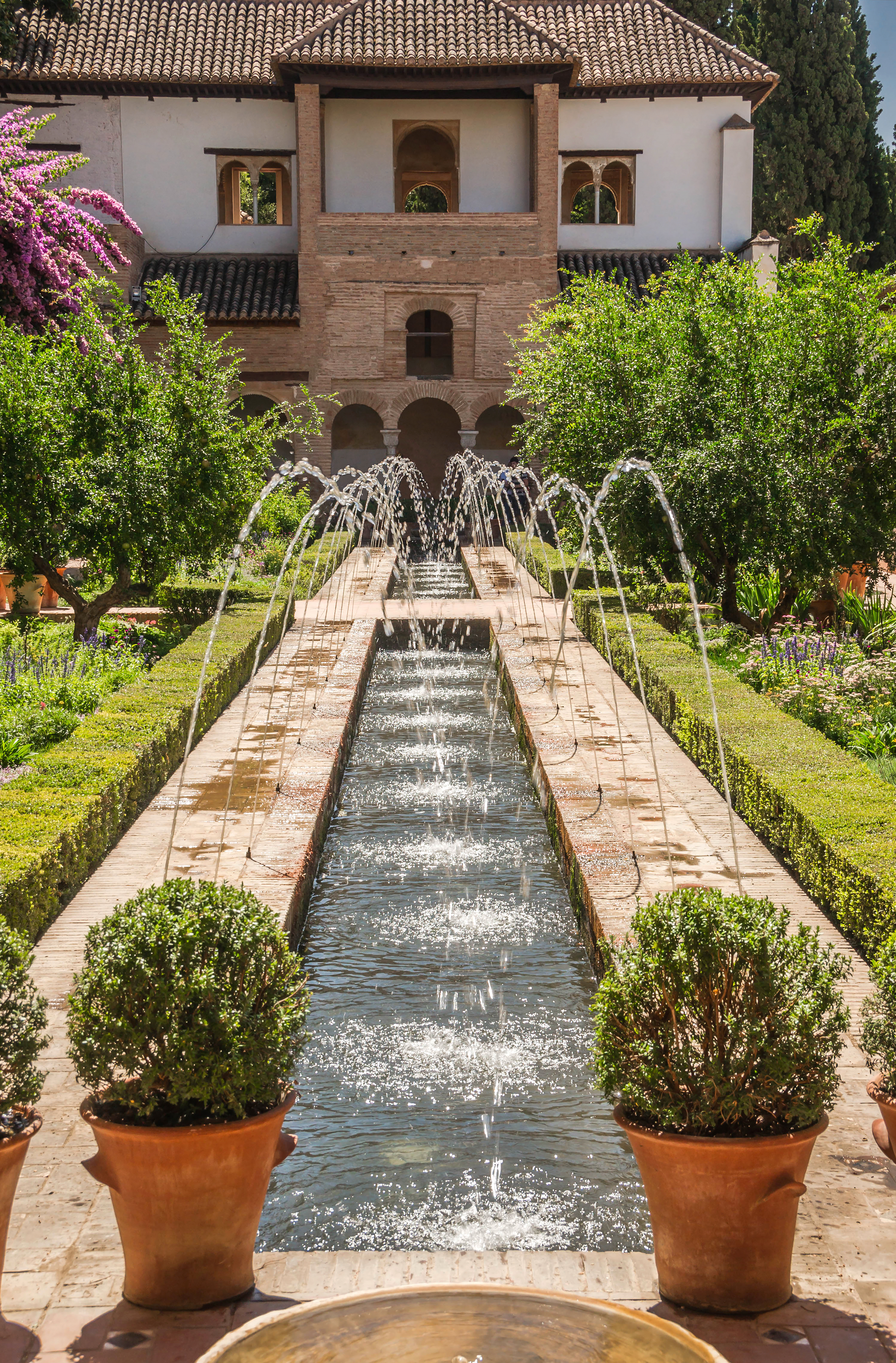
アセキアの中庭

ヘネラリフェ（スペイン語: Generalife, スペイン語発音: [xe.ne.ɾa.ˈli.fe]; アラビア語: جَنَّة الْعَرِيف, ラテン文字転写: Jannat al-‘Arīf）とは、スペイン・グラナダにあるイスラーム建築である。ムハンマド3世（1302年-1309年）の時代に建設された。ナスル朝時代の夏の別荘であった。

## 概要
ヘネラリフェは、アルハンブラ宮殿の北、チノス坂をはさんだ北側の太陽の丘に位置する。別荘内のアセキアの中庭（Patio de la Acequia）は細長い池を囲むように花壇、噴水、柱廊が設けられている。アセキアの中庭は、アンダルシア地方におけるイスラーム建築において、もっとも保存の状態が良いものの1つである。
ヘネラリフェとアルハンブラ宮殿とはかつては、現在では両者を分ける峡谷をまたぐ歩道で結ばれていたと考えられている。
今日のヘネラリフェの姿になったのは、1931年から始まった補修作業によることが大きい。その作業は1951年に完了した。歩道は、伝統的なグラナダの様式のモザイク歩道であり、白色の石は、グラナダを流れるダーロ川から集められ、黒色の石は、グアダルキビール川の上流の支流であるGenil川から集められた。

## ギャラリー

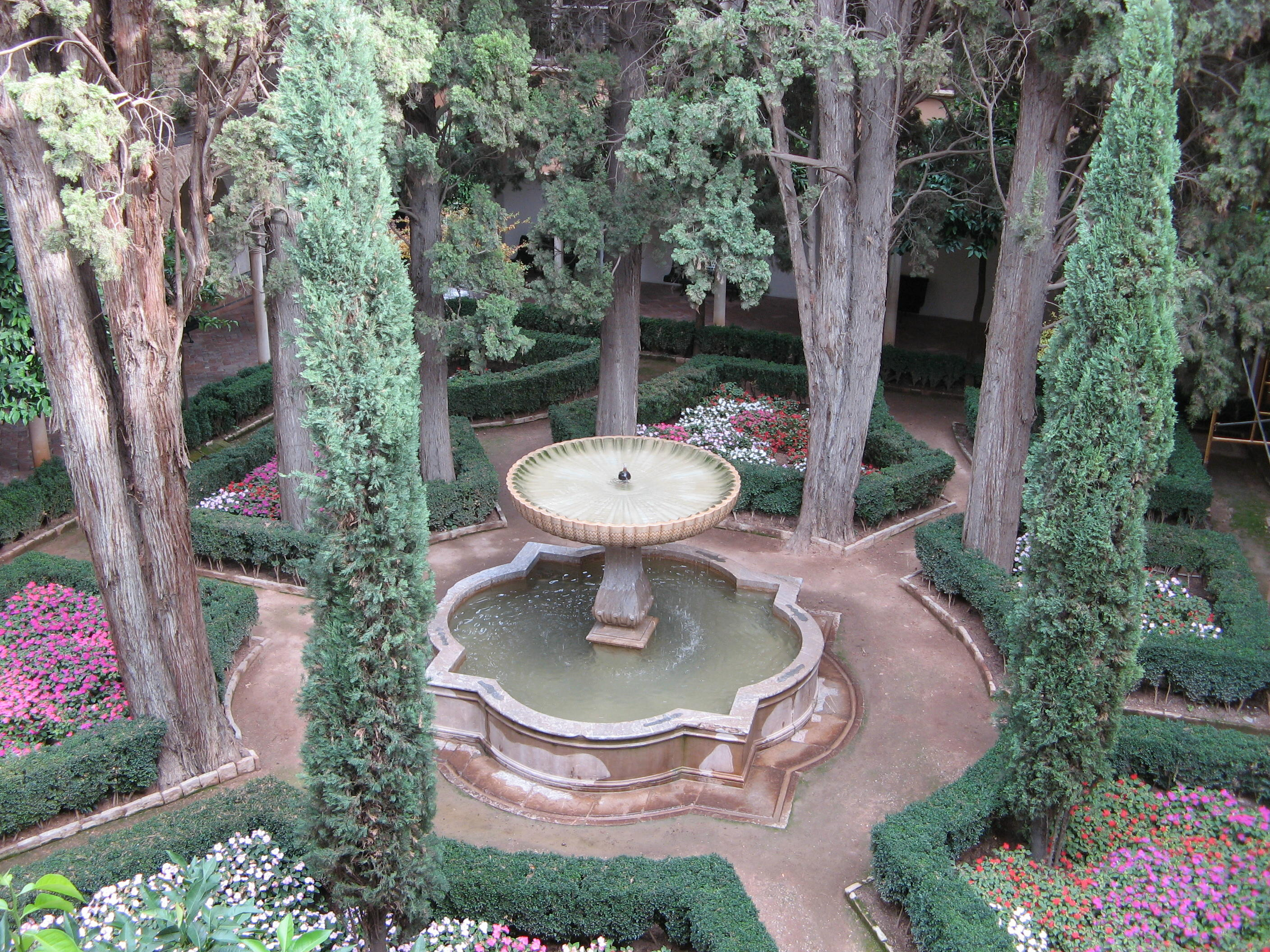
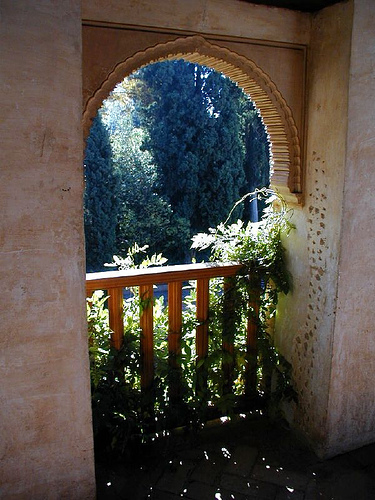
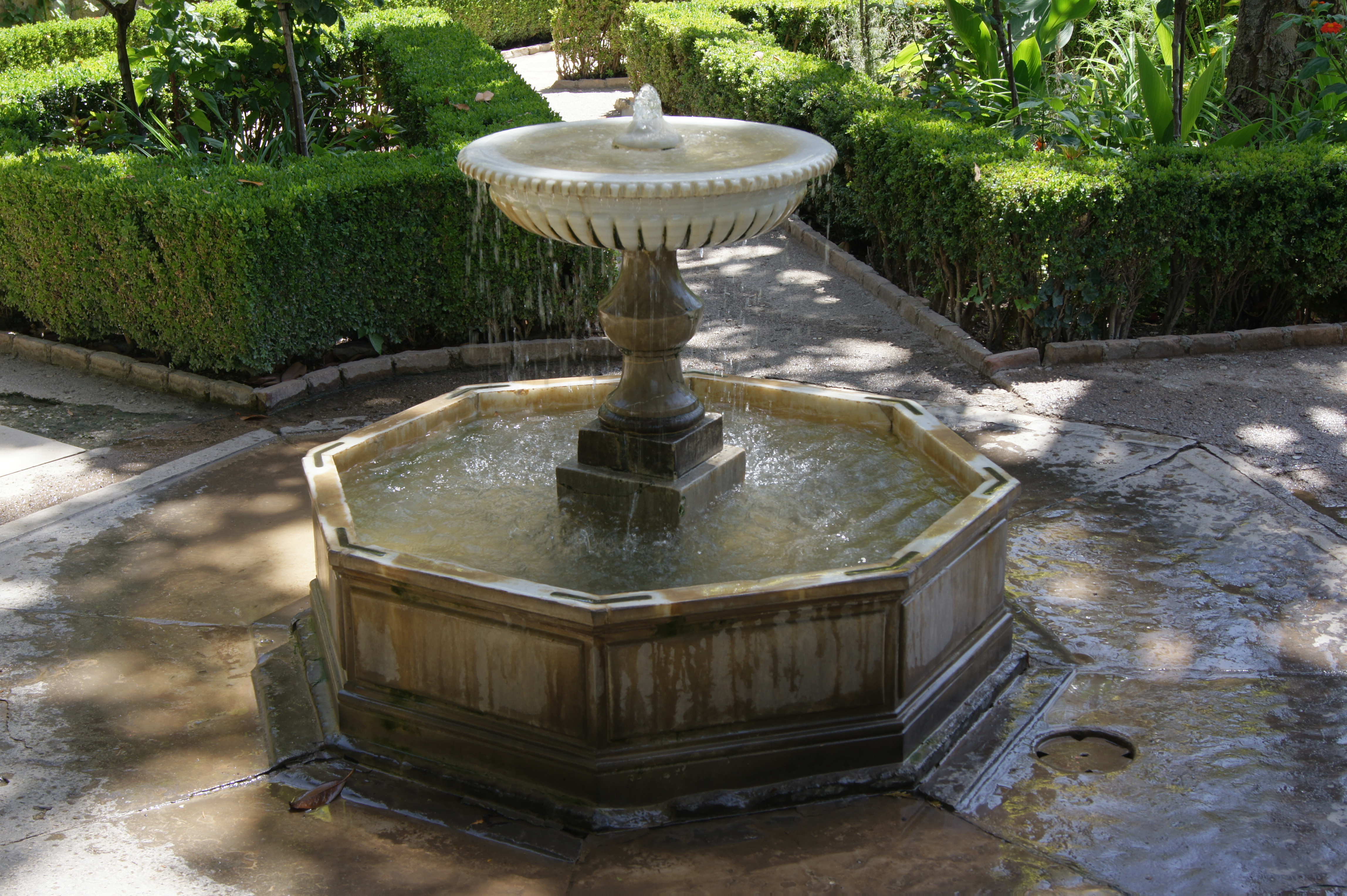
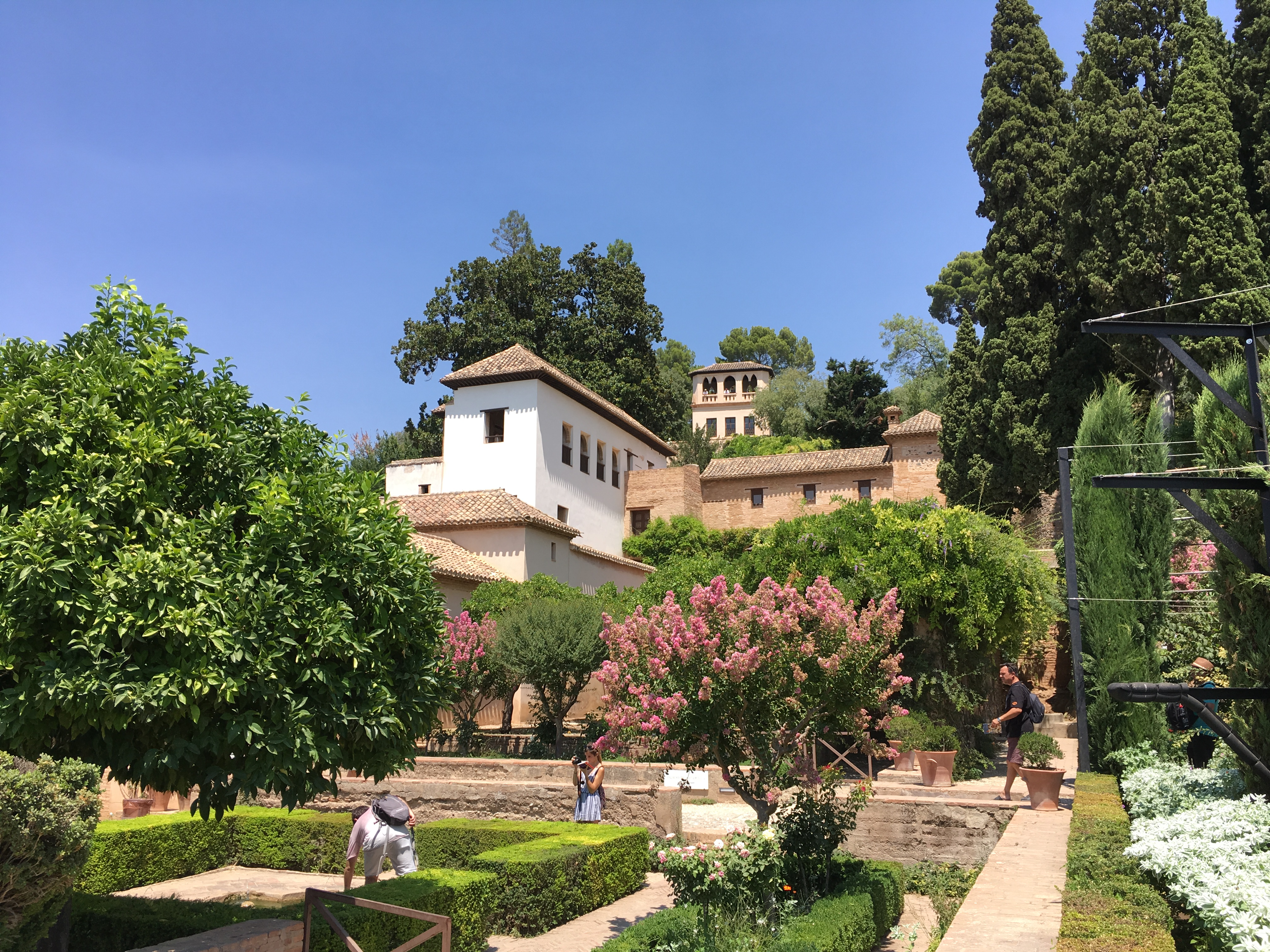
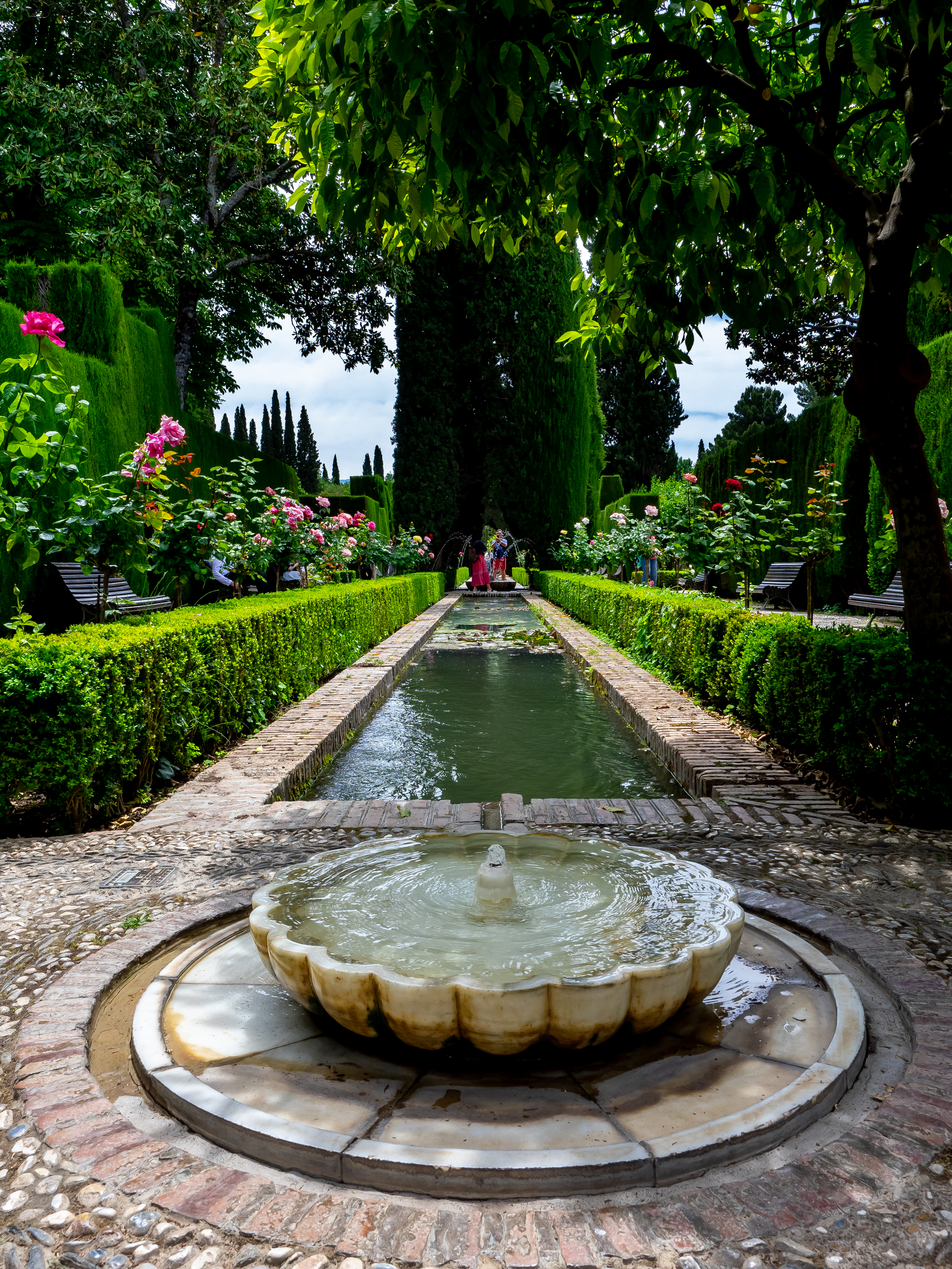